# 阿尔滕坦
阿尔滕坦是德国巴伐利亚州的一个市镇。总面积21.48平方公里，总人口1550人，其中男性783人，女性767人（2011年12月31日），人口密度72人/平方公里。